# Église Saint-Germain de Charonne
Pour les articles homonymes, voir Église Saint-Germain et Charonne.
L'église Saint-Germain de Charonne un édifice religieux catholique du 20e arrondissement de Paris.

## Situation, présentation et accès
Cette église est située au no 4, place Saint-Blaise dans le quartier du Père-Lachaise à la limite du quartier de Charonne.

## Historique

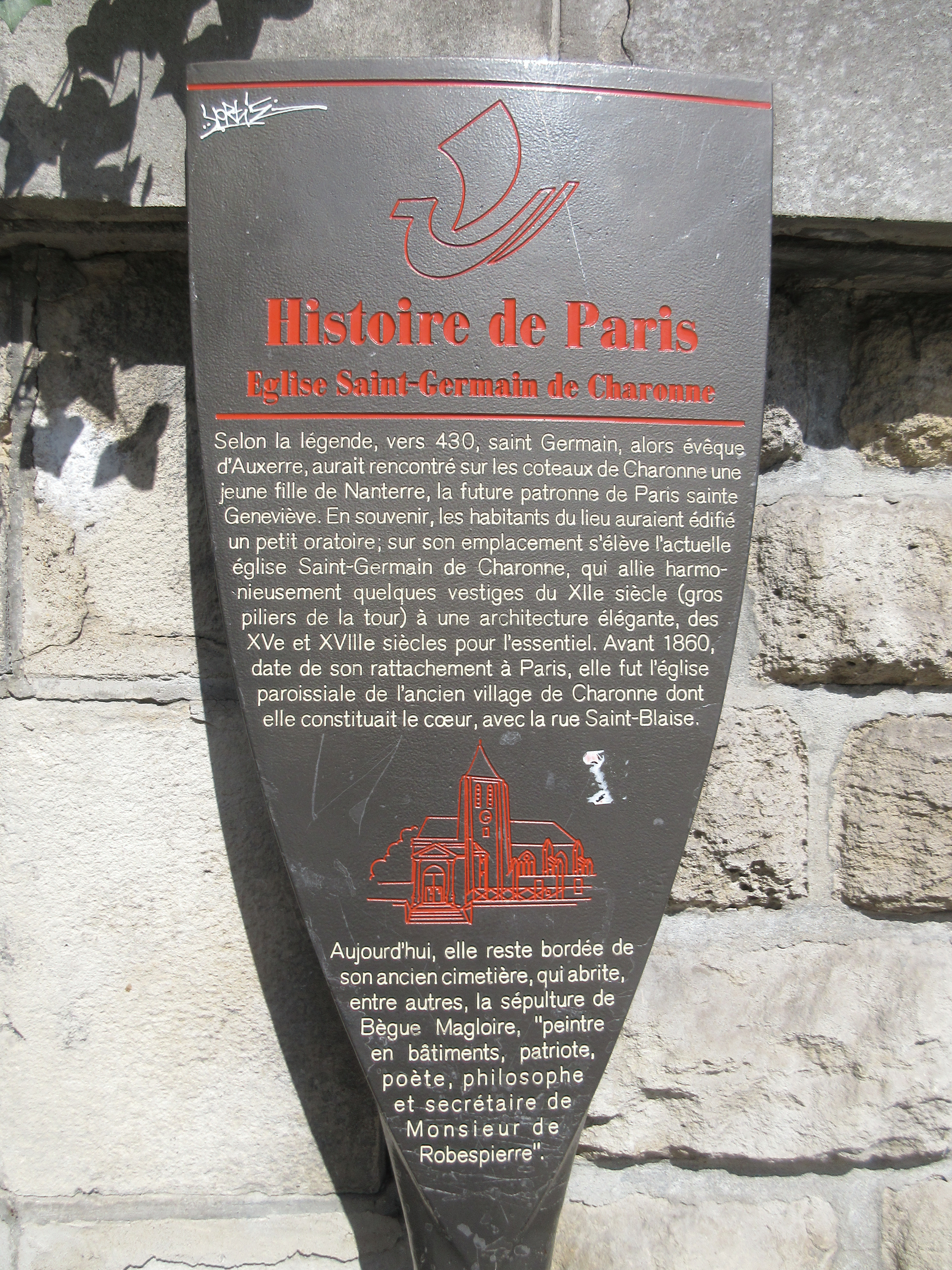
Panneau Histoire de Paris.

Selon la tradition, vers 430, saint Germain, alors évêque d'Auxerre, aurait rencontré sur les coteaux de Charonne une jeune fille de Nanterre, la future patronne de Paris, sainte Geneviève. La légende veut que l'église ait été érigée par les habitants du lieu à l'emplacement d'un petit oratoire en souvenir de cette rencontre.
L'église Saint-Germain de Charonne allie harmonieusement quelques vestiges du XIIe siècle (gros piliers de la tour) à une architecture élégante, des XVe et XVIIIe siècles pour l'essentiel. Avant 1860, date de rattachement à Paris, elle fut l'église paroissiale de l'ancien village de Charonne dont elle constituait le cœur avec la rue Saint-Blaise.
Elle est la seule église de Paris avec l'église Saint-Pierre de Montmartre à être toujours bordée de son ancien cimetière (comme au Moyen Âge), le cimetière de Charonne.
L'église fait l’objet d’un classement au titre des monuments historiques depuis le 23 mai 1923.
Reposant sur une couche d'argile, l'église a toujours connu des problèmes d'instabilité depuis sa construction mais, en 2009, de gros désordres dans les pierres et la maçonnerie du côté droit de l'église sont apparus et ont conduit à la réalisation de travaux de stabilisation de grande ampleur, précédés d'une phase de fouilles archéologiques. Seul le petit cimetière à l'arrière de l'église était accessible pendant la durée des travaux, terminés en 2016.

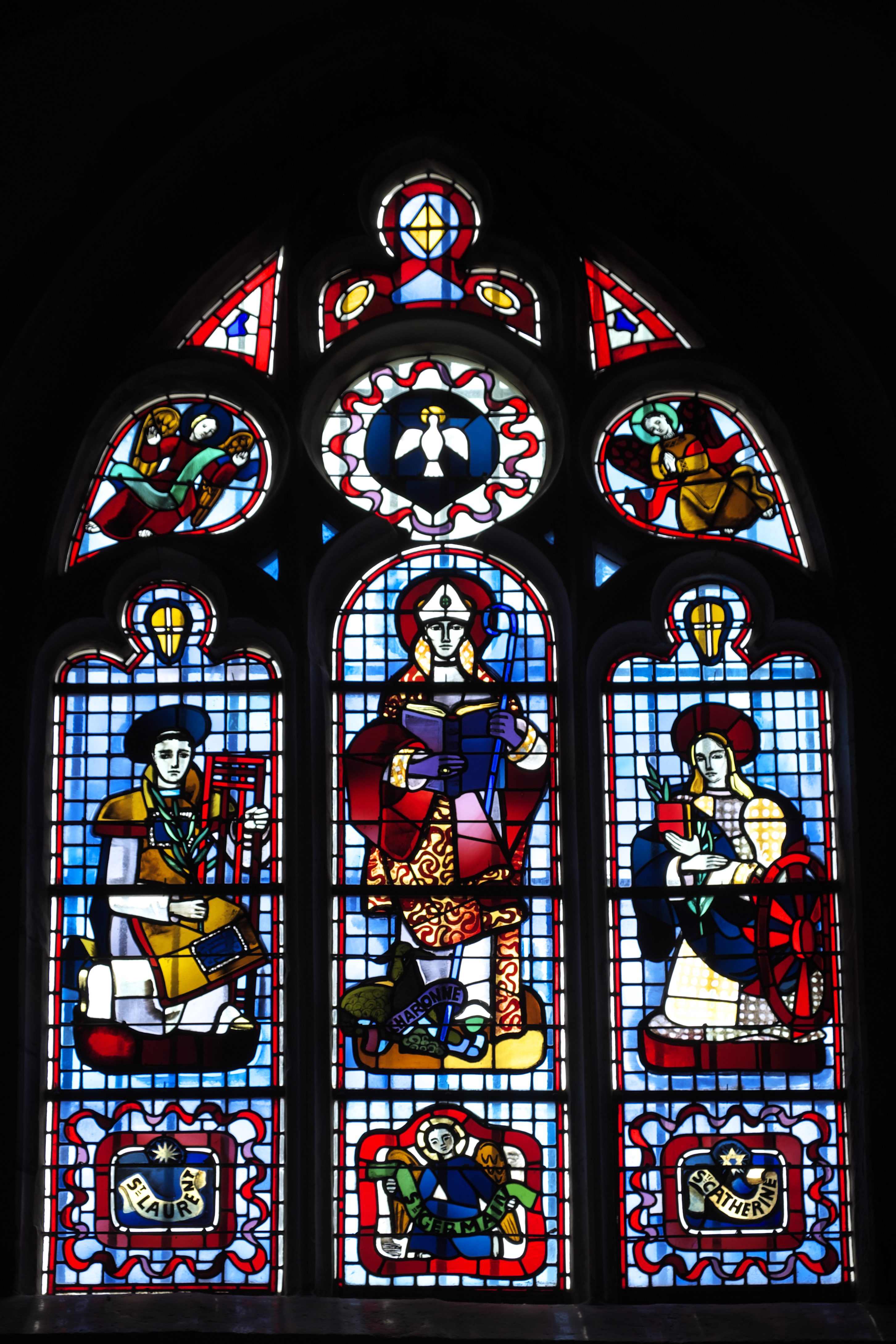
Vitraux, saint Germain entouré de saint Laurent et de sainte Catherine.

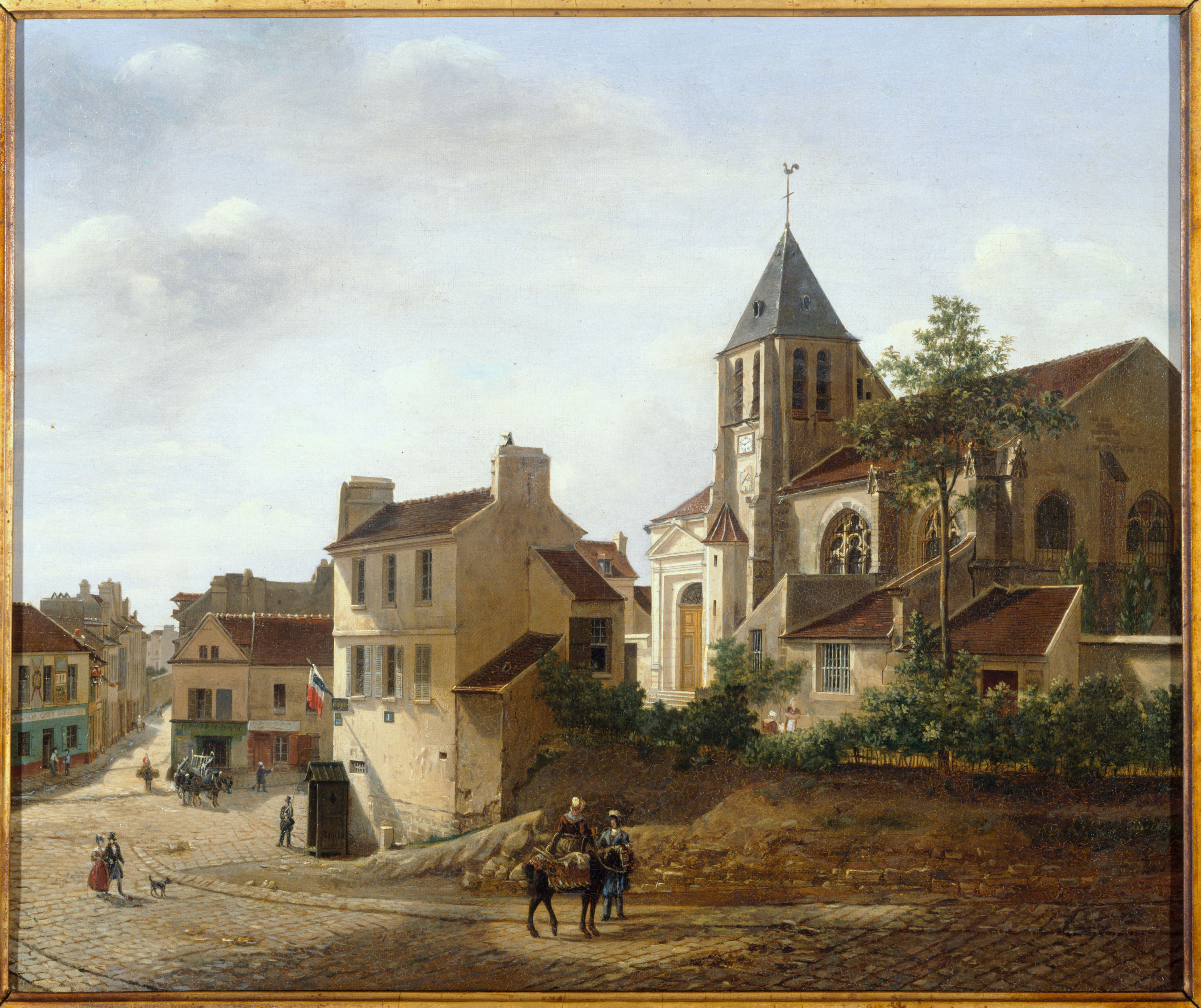
Le village de Charonne et l'église Saint-Germain vers 1830 (Étienne Bouhot, musée Carnavalet).
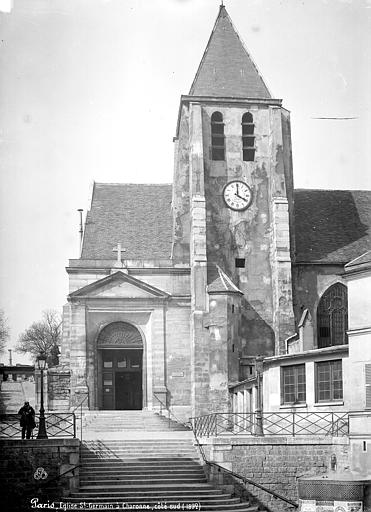
Église en 1892 (photographie de Paul Robert).
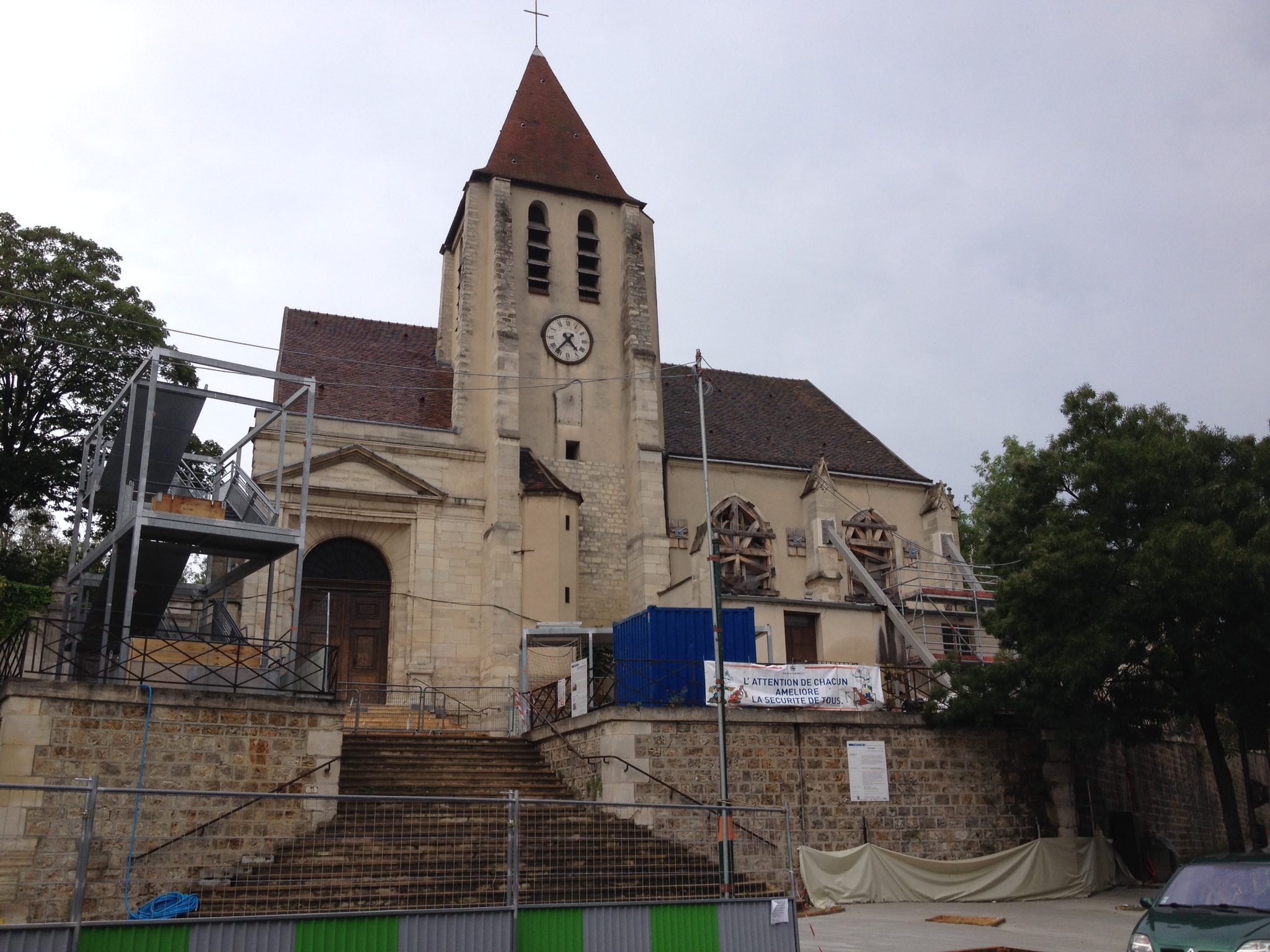
L'état de l'église Saint Germain de Charonne (juillet 2014) durant les travaux de stabilisation du terrain (2014-2016) sur lequel repose l'église.
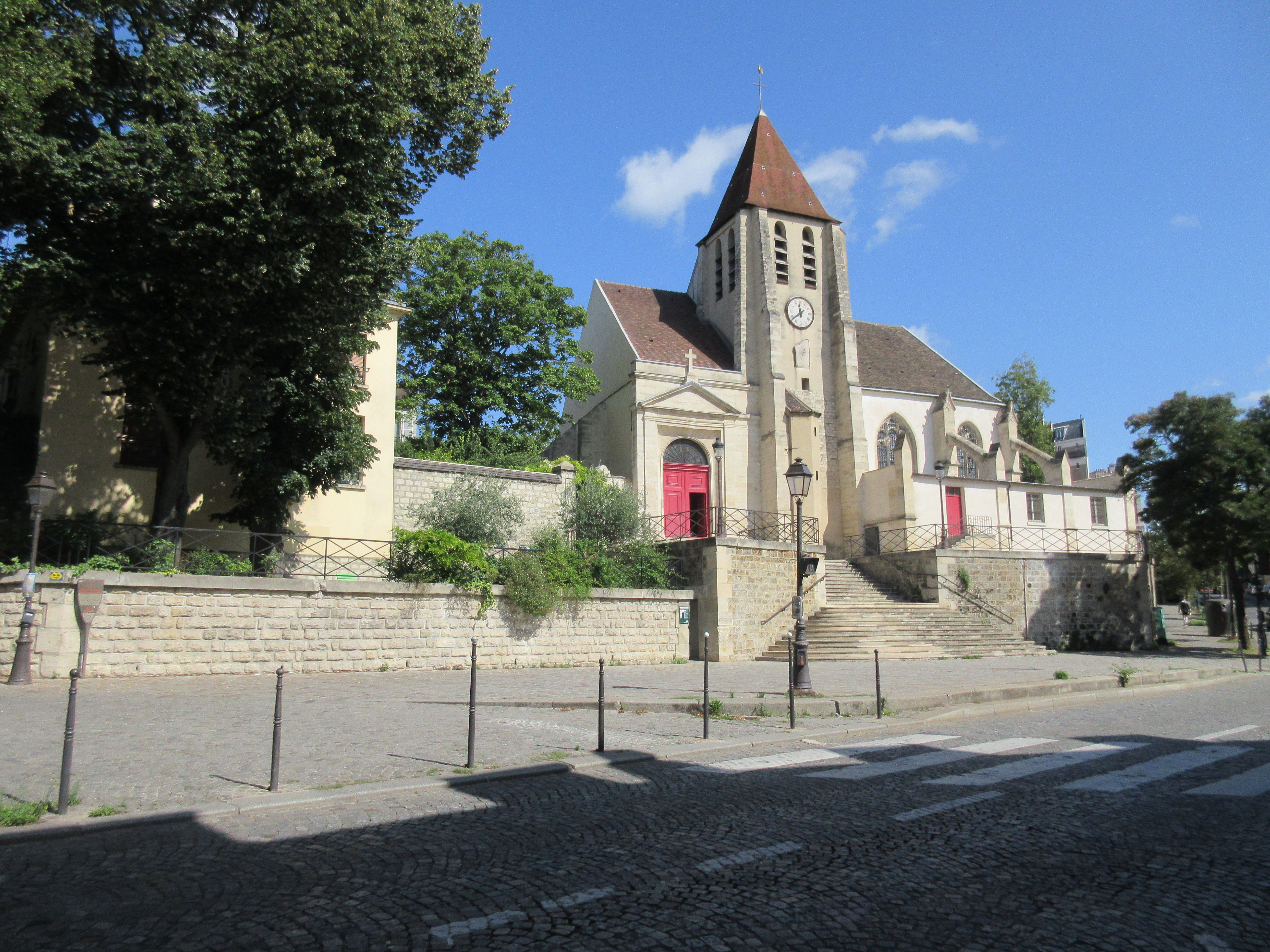
L'église Saint-Germain de Charonne en 2019.

## Dans les arts
- Cette église a été rendue célèbre dans la dernière scène du film Les Tontons flingueurs[4] – le mariage –, où l'on voit l'environnement (le quartier Saint-Blaise) ainsi que l'intérieur de l'église ; dans la scène des tontons agenouillés, on distingue au fond la partie gauche du tableau de Joseph-Benoît Suvée, La Rencontre de saint Germain et sainte Geneviève.
- L'église apparaît dans l'album de bande dessinée Le Der des ders de Jacques Tardi et Didier Daeninckx, pages 53 et 54, aux éditions Casterman.
- L'église et son cimetière sont longuement décrits dans Les Sept couleurs de Robert Brasillach, qui y est d'ailleurs enterré.
- On voit le clocher de l'église près de la boutique de Mme Pauline, dans Le cave se rebiffe de Gilles Grangier[4].
- L'église apparaît dans Une veuve en or de Michel Audiard (1969)[4].
- Saint-Germain-de-Charonne est visible tout au long du téléfilm Au bon beurre d'Édouard Molinaro (1981), le magasin des Poissonnard se situant rue Saint-Blaise.

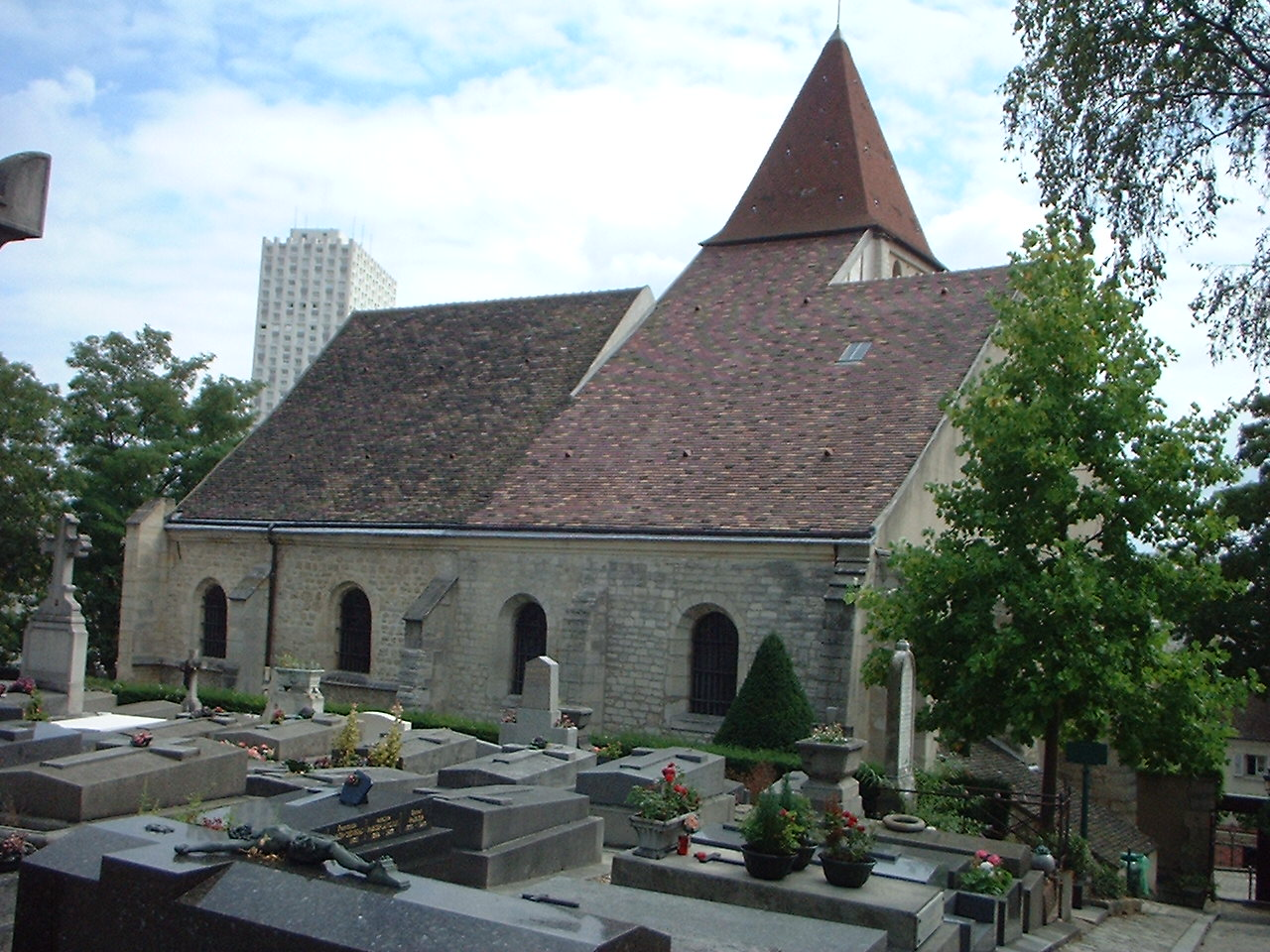
Le cimetière.
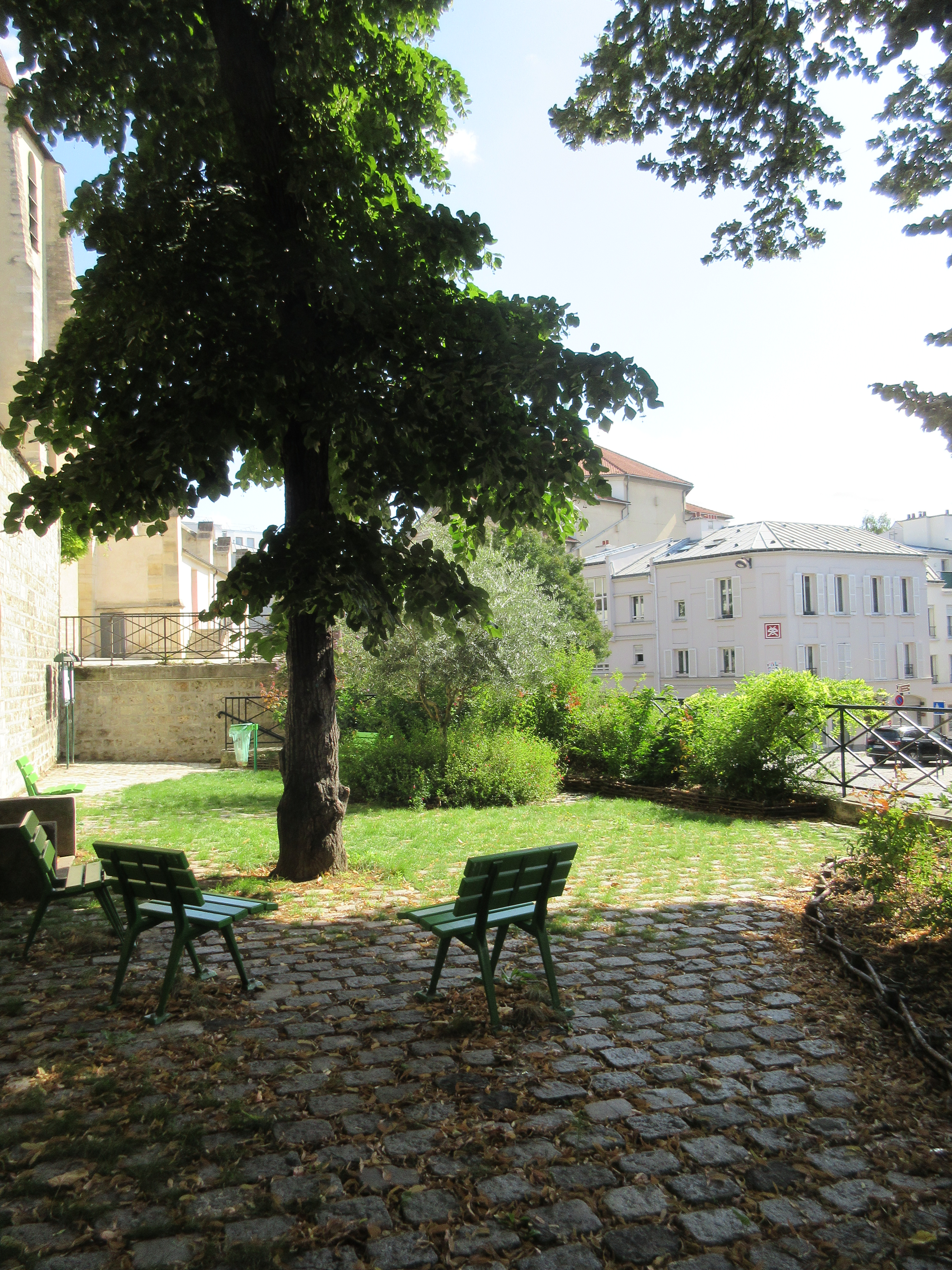
Le jardinet.
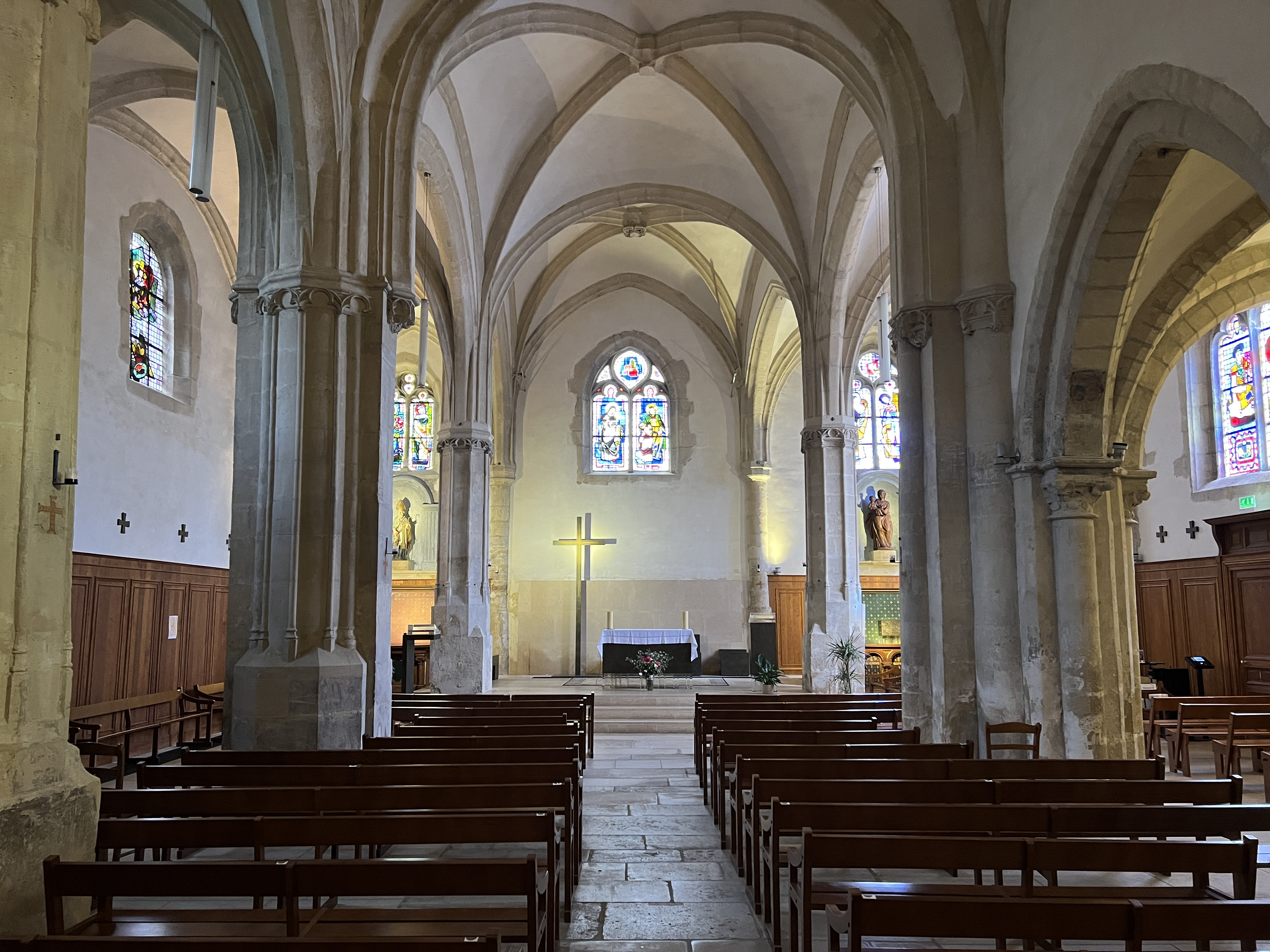
L'intérieur.
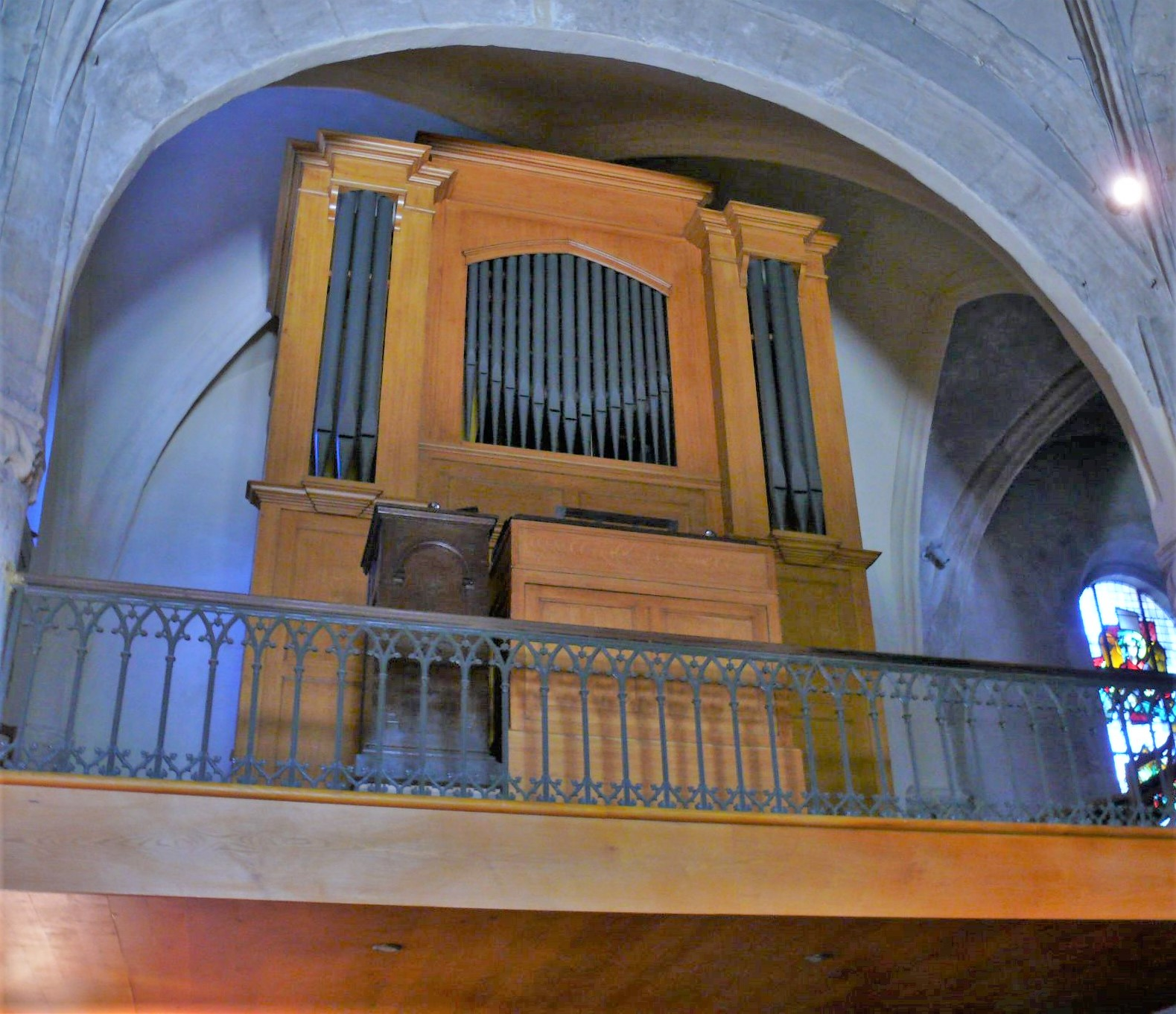
L'orgue.

#### Édifices religieux de la paroisse
- Église Saint-Cyrille-Saint-Méthode de Paris
- Chapelle Saint-Charles de la Croix-Saint-Simon

#### Autour de Saint-Germain de Charonne
- La rue Saint-Blaise
- Le cimetière de Charonne
- Le jardinet de l'église Saint-Germain de Charonne

#### Autres
- Liste des monuments historiques du 20e arrondissement de Paris
- Liste des édifices religieux de Paris
- Archidiocèse de Paris